# Åsa Larsson (konstnär)
Åsa Larsson är en svensk målare, född 1968 i Bara. Hon bor och arbetar numera i Söråker. Larsson debuterade i slutet av 1990-talet och målar mestadels stilleben komponerade av olika vardagsföremål.
Åsa Larsson studerade vid Nordiska konstskolan i Karleby, Finland 1990-1992 och vid Kungliga Konsthögskolan, Stockholm 1992-1997

## Separatutställningar
- Galleri Olsson, Stockholm 2007
- Augelimuseet, Sala 2005
- Galleri Olsson, Stockholm 2001
- Galleri Olsson, Stockholm 1998
- Galleri Mejan, Stockholm 1996

## Samlingsutställningar
- Kabusa Konsthall, 2006
- "20 år! Stipendiater Maria Bonnier Dahlins stiftelse 1985 – 2005"
- Bonniers Konsthall 2006
- "Vem är rädd för gult blått och rött"
- Liljevalchs konsthall, Stockholm 2001
- Vasteras, Konst och poesi Västerås 1998
- Landskap, Eksjö, Tranås Vetlanda 1997
- Galleri Ahnlund, Umeå 1997
- Galleri A Westin, Sotheby's, Stockholm 1996
- CoStOs, 15 unga, Galleri F 15, Oslo 1995.
- AD 100-200, Warszawa, Polen 1993.

## Stipendier
- Augelipriset 2005
- Konstnärsnämnden, Sveriges bildkonstnärsfond 1998 och 2000
- Ur Akademiens fonder 1997
- A Th Sandbergs stipendium 1996
- Maria Bonnier-Dahlins stiftelse 1996
- Helge Ax:son Johnsons stiftelse 1996
- Stiftelsen Anna Thomson till minne 1996
- Anders Sandrews stiftelse 1994
- Ida Uhmann 1993